# Železniční trať Salechard–Igarka

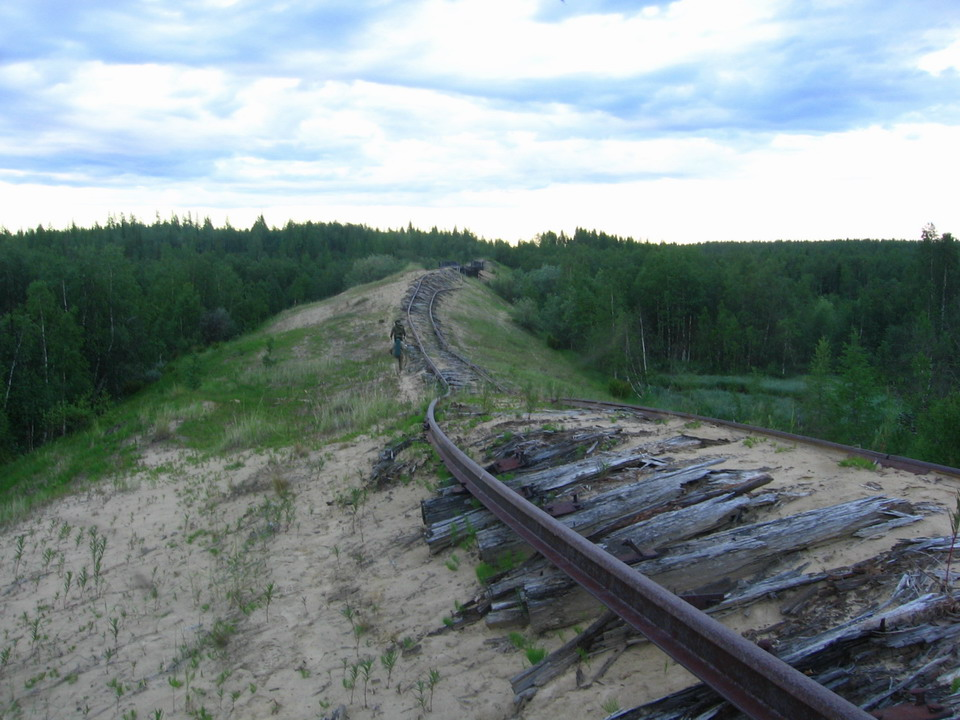
Úsek trati mezi městy Salechard a Nadym, stav v r. 2004

Železniční trať Salechard–Igarka, nazývaná také Mrtvá trať nebo Transpolární magistrála, je nikdy nedostavěná železniční trať, která měla spojovat sibiřská města Salechard a Igarka. Celá plánovaná trasa měla dosáhnout délky kolem 1300 km. 
O realizaci projektu usiloval diktátor Josif Stalin a zahájil jej, ačkoli jej od toho odborníci odrazovali s odkazem na drsné přírodní podmínky panující v oblasti trvale zmrzlé půdy. Stavební práce, které vykonávali zejména vězni táborů Gulag, probíhaly od roku 1947 do roku 1953, kdy Stalin zemřel. Projekt, který stál životy tisíců vězňů, byl brzy poté zastaven.

## Výstavba trati
Trať byla rozdělena na 2 úseky: západní (Stavba Gulagu č. 501) a východní (Stavba Gulagu č. 503). Na západní části byly kromě stále používaného dvousetkilometrového úseku z Čumu do Labytnangi položeny koleje mezi Salechardem a Nadymem v délce 380 km. Byl rovněž vybudován více než dvousetkilometrový násep do Nového Urengoje. 

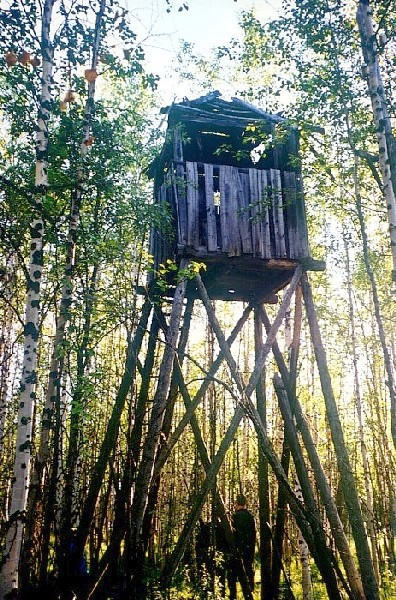
Strážní věž Gulagu č. 503, stav v roce 2000

Ve východní části byl zahájen pracovní provoz vlaků na úseku Bolšaja Bludnaja – Jermakovo o délce 150 km, dále dvacetikilometrovém úseku u řeky Taz a 60 km na jih od Igarky. Na zbylých částech vznikl pouze násep, nebo stavba ani nezačala.
Trať měla křížit dvě mohutné řeky – Ob a Jenisej. Mosty na nich nebyly plánovány – v létě měly fungovat říční trajekty, v zimě se počítalo s položením kolejí na zamrzlé hladiny.
Od 70. let byl opraven a na síť ruské železnice napojen úsek mezi městy Nadym a Novyj Urengoj. Stalo se tak díky objevu bohatých nalezišť zemního plynu, která byla v době stavby trati neznámá.

## Pracovní podmínky
Na stavbě železnice pracovalo podle odhadů až 100 tisíc vězňů pracovních táborů Gulag. V zimním období, které zde trvá až 8 měsíců, práci ztěžoval sníh a velmi silné mrazy, dosahující i minus 50 stupňů. V létě se v blízkosti řek a bažin vyskytovala mračna komárů. Tvrdé práci neodpovídaly denní příděly potravin. 